# Скобликов, Михаил Васильевич
Михаил Васильевич Скобликов (1824—1861) — русский химик-технолог; специалист по свеклосахарному производству, химическому анализу, кожевенному производству.

## Биография
Родился в 1824 году в Краснослободске (также источники называют годом рождения 1825 или 1826 годы).
В 1851 году окончил реальное отделение физико-математического факультета Санкт-Петербургского университета. Вскоре обратил на себя внимание работой «Recherches sur quelques combinaisons nouvelles d'Iridium» (Lu le 11 juin 1852), напечатанной в «Bulletin physico-mathématique de l'Académie des sciences de St. Pétersburg». (Tome XII. — 1852. — № 1—2. — P. 25—32). Одно из соединений иридия, открытое им, получили название «соли Скобликова». Оставленный при лаборатории университета для приготовления к магистерскому экзамену, защитив в 1853 году диссертацию на степень магистра «Исследование красильных веществ, эфирного масла и летучей кислоты, найденных в цветах желтой ромашки» (СПб., 1853) и рассуждение pro venia legendi «Разбор теории севооборотов», начал читать в университете, в звании приват-доцента, аналитическую химию и руководить занятиями студентов в лаборатории.
С 1854 года редактировал «Мануфактурные и горнозаводские известия», издававшиеся департаментом мануфактур и внутренней торговли, и в том же году напечатал своё исследование «Sur l'action du sulfure de carbone sur les borates à une température; lettre à М. Fritszsche»=«О получении сернистого бора действием сернистого водорода на борнокислые соли» («Bulleti, de la classe phys.-mathémat. de l'Académie imр. des sciences de St. Pétersburg» (Tome XII. — № 2. — P. 319—320). Тогда же преподавал общую химию в Институте инженеров путей сообщения. Был также преподавателем Строительного училища.
Летом 1855 года был командирован для осмотра заводов в промышленных губерниях Российской империи с целью подготовки к преподаванию технологии в университете и с 1855/1856 учебного года начал читать лекции по этому предмету, будучи избран исправляющим должность адъюнкта по кафедре технологии. В 1857 году, после защиты диссертации «Разбор фабрикации лаков и процесса высыхания масел», получил степень магистра технологии и был выбран экстраординарным профессором. 
В 1858 году издавал «Технические записки», в которых поместил много своих статей по разным техническим вопросам. Он также сотрудничал в «Вестнике промышленности», поместил там статьи: «О пределах технологии и ее значении в развитии производительных сил народа и его образования» (1858. — № 4. — Отд. III. — С. 1—13); «Разбор способов для распознавания волокон в различных тканных изделиях» (1858. — № 2. — Отд. III. — С. 41—46); «О происхождении накипи в паровых котлах и о средствах к ее устранению» (1859. — № 1. — Отд. II. — С. 1—14). По поручению Вольного экономического общества, он издал ряд руководств по кожевенному, крахмальному и свеклосахарному производствам. 
В 1860 году, вследствие расстроенного здоровья, был вынужден прекратить чтение лекций в университете и по совету врачей отправился для лечения за границу, где и умер в Нуèrеs'е в декабре 1861 года. Уже после смерти было напечатано его сочинение: «Кожевенное производство. Техническая энциклопедия» (СПб., 1865). 